# Wilhelm Hansen (Politiker)
Wilhelm Hansen (* 13. August 1878 in Crivitz; † 17. Juni 1965 in Garmisch-Partenkirchen) war ein deutscher Politiker (SPD).

## Leben
Hansen war ab 1906 zwanzig Jahre lang Tischlermeister in Crivitz, wo er seit 1919 auch SPD-Vorsitzender und Mitglied der Stadtverordnetenversammlung war. Im gleichen Jahr gehörte er dem Verfassunggebenden Landtag von Mecklenburg-Schwerin an. 1926 zog er nach Garmisch-Partenkirchen.